# Vaixell elèctric

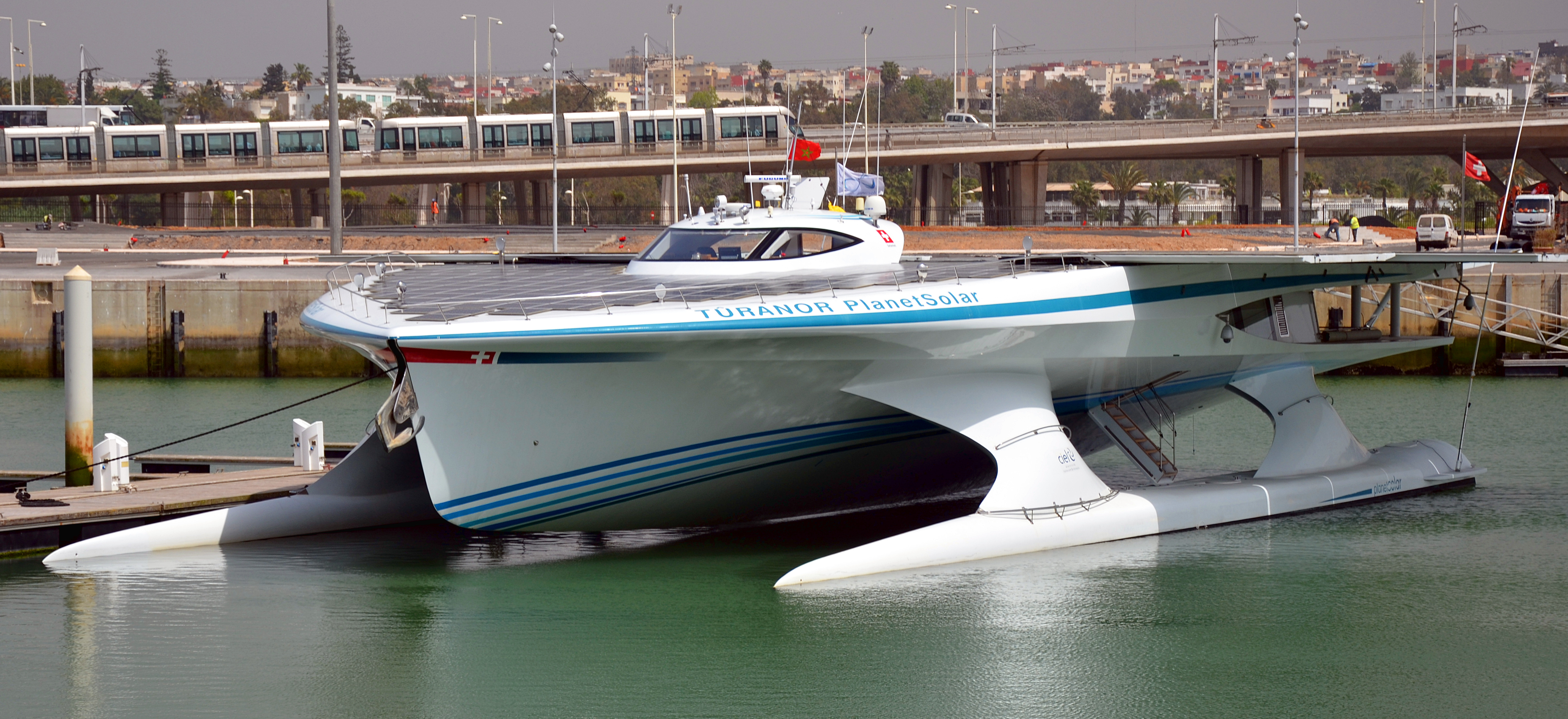
El Tûranor PlanetSolar és un vaixell elèctric alimentat per energia solar

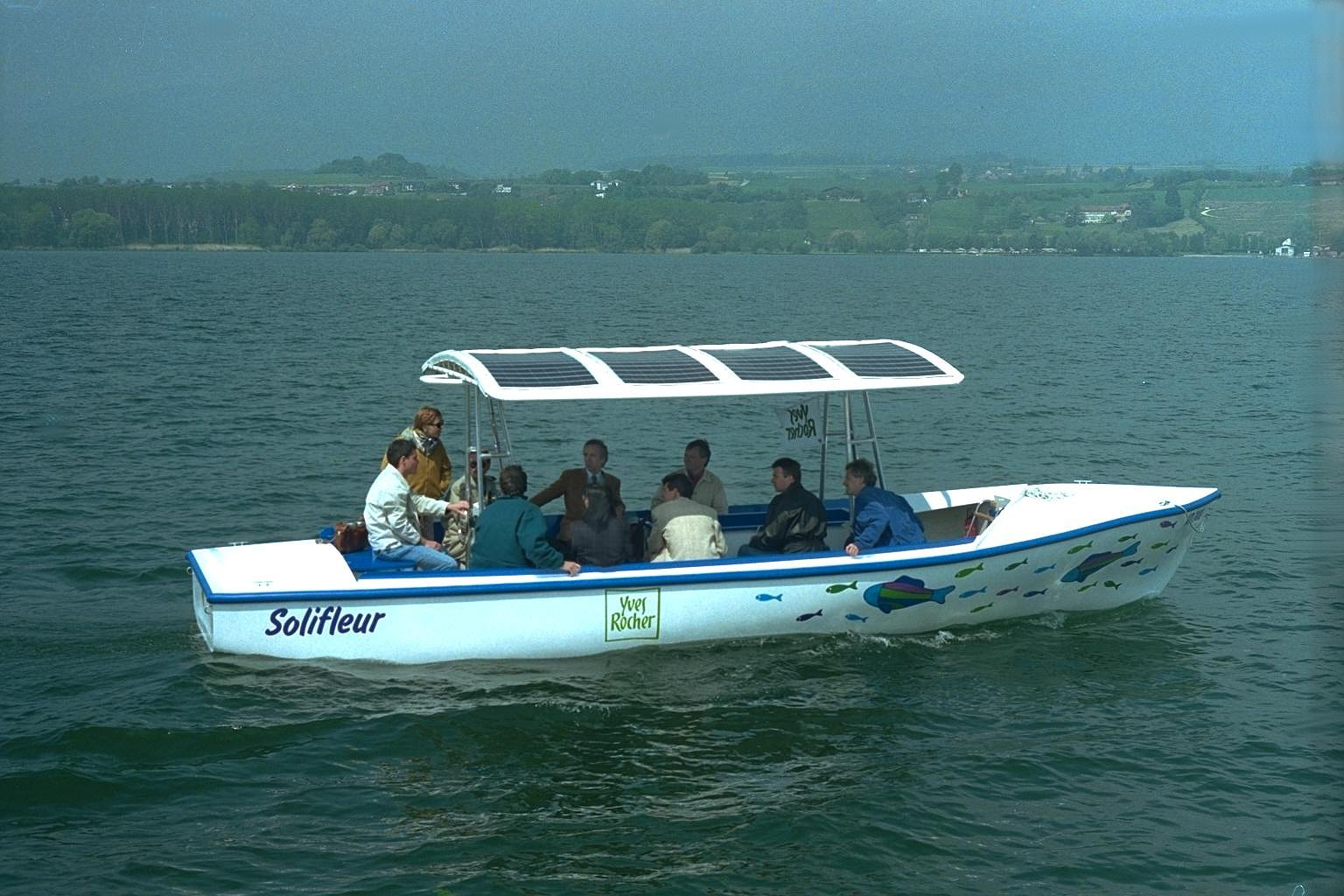
Barco solar

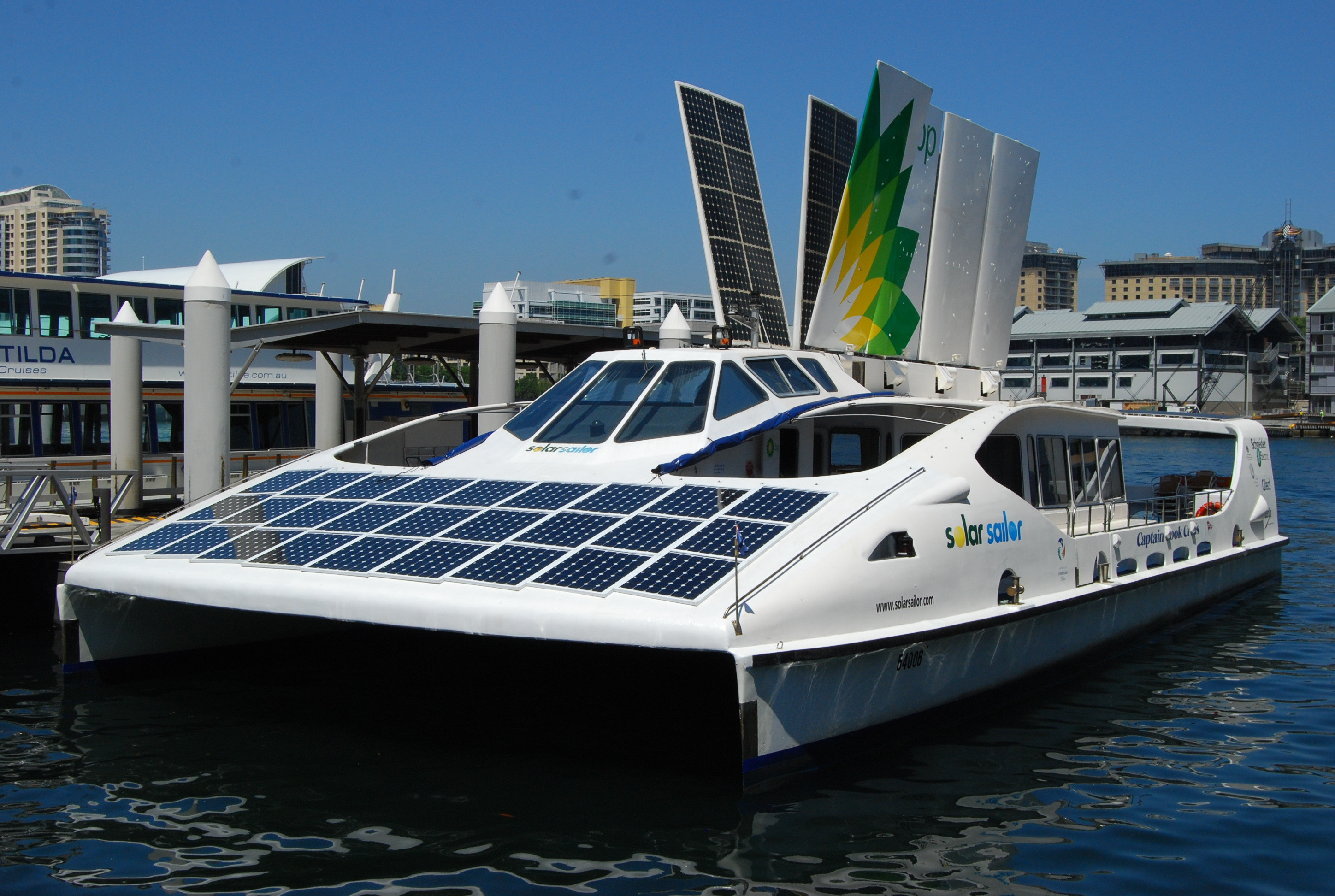
Solar Sailor, vaixell solar construït a Austràlia.

Un vaixell elèctric és un vaixell propulsat per motors elèctrics.
Els vaixells propulsats per electricitat s'han utilitzat durant més de 120 anys. Vaixells elèctrics van ser molt populars des de la dècada de 1880 fins a la dècada de 1920, quan, apartades les consideracions mediambientals, va repuntar el motor de combustió interna, fins que de nou ha sorgit amb força després de les crisis dels combustibles fòssils de la dècada de 1970, per l'interès en aquesta tranquil·la i potencial font renovable d'energia marina, especialment amb la possibilitat d'utilitzar cèl·lules solars. El primer vaixell solar pràctic es va construir enl 1975 a Anglaterra.